# HERE & NOW
『HERE & NOW』（ヒア・アンド・ナウ）は、ゴスペラーズのメジャーデビュー後19枚目のオリジナルEP。2023年8月23日にキューンミュージックより発売。
前作『The Gospellers Works 2』から約1年1ヶ月ぶりのリリース。様々なアーティストにより楽曲が提供された。
全て新曲で構成された今作は「今のゴスペラーズの魅力」が詰まった1枚となっている。
初回限定盤はBlu-rayとの2枚組。

## 収録曲
1. 「XvoiceZ feat. SARUKANI」 / (SARUKANI)
  - 作詞：KAJI
  - 作曲・編曲：Kohey
2. 「Summer Breeze」 / (Penthouse 浪岡真太郎、大島真帆) 
  - 作詞：浪岡真太郎、大島真帆
  - 作曲・編曲：浪岡真太郎
3. 「Mi Amorcito」 / (YUUKI SANO)
  - 作詞：YUUKI SANO、佐伯youthK
  - 作曲：YUUKI SANO、野口大志
  - 編曲：野口大志
4. 「アフタースランバー」 / (晴いちばん)
  - 作詞・作曲・編曲：晴いちばん
5. 「Asterism」 / (市川舞子) 
  - ※2020年に実施した「アカペラ楽曲の一般公募」から新たに選出
  - 作詞・作曲：市川舞子
  - 編曲：市川舞子、北山陽一

### 初回限定盤Blu-ray
1. 風が聴こえる (Music Video)
2. Follow Me (Music Video)
3. Summer Breeze (Music Video Making)